# Индигенизация
Индигенизация (букв. «отуземливание») — термин теоретической антропологии, обозначает локальные тенденции к культурному обособлению и цивилизационной независимости. Индигенизация противоположна таким интегральным процессам, как ассимиляция, глобализация, вестернизация, прозелитизм и пр. Исторически является постоянным спутником растущих и разрушающихся империй и государств. Одним из примеров индигенизации можно считать африканизацию.